# Pat Moss
Pat Moss, född 27 december 1934 i Thames Ditton, Surrey, död 14 oktober 2008 i Eaton Bray, Bedfordshire, var en brittisk rallyförare.
Moss var från 1963 fram till sin död gift med rallyföraren Erik Carlsson och var syster till Stirling Moss, före detta Formel 1-förare från England.
Hon gjorde sin första rallystart med sin egen Triumph TR2 i en liten lokal rallytävling 1954. Därefter har hon kört ett stort antal lopp över hela världen och har bland annat fem vinster i Ladies Rally Championship och åtta vinster i Monte Carlo-rallyts damklass.
Pat tävlade bland annat för Saab på 1960-talet och hade ibland Elizabeth Nyström som kartläsare.
Hon var även en skicklig tävlingsryttarinna och 1970 föddes Moss-Carlssons dotter Susie Rawding som också blev framgångsrik inom hästhoppning.